# Паяльная трубка

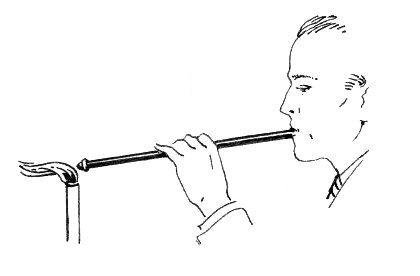
Простейшая паяльная трубка

Паяльная трубка — приспособление для локального разогрева поверхностей твёрдых тел.

## Конструкция
В простейшем виде паяльная трубка — это коническая латунная трубка с тонким отверстием, загнутая на конце; такой её можно было встретить у ювелиров. В этом виде она применялась к химическому анализу уже в XVII столетии.

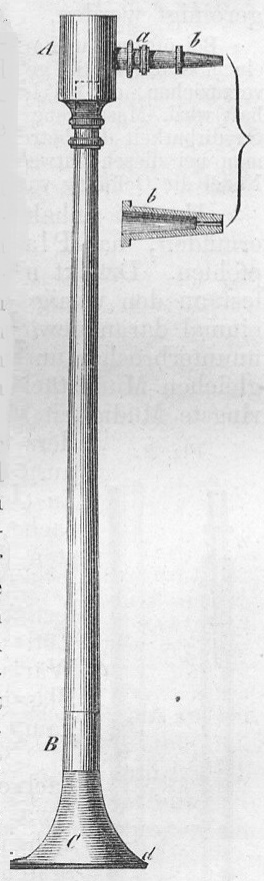

Форма её постепенно менялась и к началу XX века она имела вид, представленный на рисунке справа, где B — это (вертикальная на рисунке) коническая трубка из латуни или нейзильбера около 200 мм длиной и C (внизу) — роговой мундштук.
На трубку надевается полый цилиндр A (вверху) высотой около 20 мм, предназначенный для удаления влаги из вдуваемого воздуха, его в конце XVIII века изобрёл Ган, ученик Бергмана. В цилиндр сбоку вставлена трубочка a, снабженная платиновым наконечником b. Диаметр отверстия в наконечнике около 0,4—0,5 мм.

## Использование
Использование трубки предполагает наличие независимого источника тепла (свечи или специальной лампы). Наконечник подносится к пламени свечи, и в пламя подаётся воздух путём дутья в мундштук. При этом пламя принимает вид длинного острого языка; вследствие перемешивания горючих газов с воздухом происходит более интенсивное горение, и температура пламени значительно поднимается. При определённом навыке оператор в состоянии поддерживать непрерывную струю воздуха в течение продолжительного времени путём одновременного дутья и вдыхания воздуха.
Пламя паяльной трубки в различных частях имеет различную температуру.

## Химический анализ
В XIX веке паяльная трубка использовалась для химического анализа материалов «сухим путём», через наблюдение за высокотемпературными реакциями. Преимущества его перед обычным химическим анализом состояло в том, что для производства исследований было достаточно малых количеств вещества и все необходимые для анализа принадлежности занимали ничтожно малое место, что облегчало полевые исследования. Детальное описание инструментов и методов для химического анализа с помощью паяльной трубки содержится в статье из ЭСБЕ, указанной внизу.